# De lyse nætters orkester
De Lyse Nætters Orkester er en live CD og DVD med Lars Lilholt Band fra 2005
Albummet er det 3. livealbum med Lars Lilholt Band.
Pladen består af Lars Lilholts sange i liveudgaver fra 2000 til 2004
Med på Albummet er der også en Live DVD, der består en koncert med Lars Lilholt Band, der er optaget på Knivholt i Frederikshavn plus fem numre fra hans Nefertiti-turne i 2003 i 
Amfi-scenen i Kolding og et interview med Lars Lilholt

## Spor
CD1
- Digteren
- Klovnen Er Død
- Nefertiti
- Sangen om Fedtmule og Mickey Mouse
- Skumringen
- Cafe Måneskin
- De Gennemrejsendes Arme
- Vi mødes under månen
- Gaia
- Hvidsten Kro
- Den Hvide Dværg
- Banjo Joe
- Kald Det Kærlighed
- Vi Mangler Ord
- Dansen Går
- For At Tænde Lys

CD2
- Jens Langkniv
- Er Der Mon Bal Bagefter
- Var Det Mon Det
- Kære Øjeblik
- Kong Pukkelrygsland (Men Aldrig Som Før)
- Rottefængeren (Aldrig Udgivet sang)
- Det Var I en Park
- Mikkel Han Var Død
- Ofelia
- Bag Kuala Lumpur Smil (Med Rasmus Lyberth)
- Når Glæden Stråler (Med Rasmus Lyberth)
- En To Tre-Fireogtyve
- De 12 Dage
- Tusmørkekrypten
- Onkel Christian
- Hvor Går Vi Hen Når Vi Går

DVD
Frederikshavn 2004
- Gudenåen 2#
- Høstfesten
- Skumringen
- Hvidsten Kro
- Poloniasse Fra Ærø
- Den Syvende Dag
- Kun En Jord
- Thranens Trommeshow (Med Brovst Pigegarde)
- Ofelia
- Klovnen Er Død
- Tiderne Skifter
- Gammel Grå Mammut
- Mikkel Han Var Død
- Nefertiti
- Gaia
- Gloria
- De 12 Dage
- Banjo Joe
- Den Hvide Dværg
- Kald Det Kærlighed
- Onkel Christian
- Kong Pukkelrygs Land (Men Aldrig Som Før)
- Cafe Måneskin
- For At Tænde Lys

Kolding 2003 
- Jens Langkniv
- Mesterjakel Dreng
- Fandens Fiol
- Gamle Hest
- Kald Det Kærlighed

## Musikere
- Lars Lilholt (Sang, Violin,Akustisk Guitar, El-Guitar, Mundharpe)
- Kristian Lilholt (Keyboard, El-Guitar, Bas,Harmonika, Kor)
- Tine Lilholt (Tværfløjte, Midi-Blæser, Harpe, Guitar, Harmonika, Kor)
- Gert Vincent (Guitar, Barytonguitar, Banjo, Mandola, Kor)
- Klaus Thrane (Trommer, Percussion, Sang)
- Tom Bilde (Bas, Mandolin, Lap Steel Guitar, Trombone, Dobro, Mundharpe, Kor)

## Gæstemusikere
- Brovst Pigegarde (Trommer)
- Rasmus Lyberth (Sang, Guitar)